# Brooklyn Moors
Brooklyn Moors (Cambridge, 23 febbraio 2001) è una ginnasta canadese.

## Biografia
È la sorella minore di Victoria Moors, ginnasta olimpionica a Londra 2012.

## Carriera senior

### 2017
Medaglia di bronzo al volteggio ai campionati nazionali canadesi del 2017, lo stesso anno Brooklyn Moors disputa a Lima i campionati panamericani vincendo l'oro al corpo libero, l'argento al volteggio e il bronzo alle parallele asimmetriche. Nel mese di ottobre partecipa ai Mondiali di Montréal 2017 classificandosi 15ª nel concorso individuale e guadagnando l'accesso alla finale del corpo libero, dove conclude in quinta posizione. Contestualmente le viene assegnato il Premio Longines per l'eleganza.

### 2018
Ai Mondiali di Doha 2018, insieme a Elsabeth Black, Shallon Olsen, Sophie Marois, e Anne-Marie Padurariu, contribuisce al quarto posto ottenuto dal Canada nel concorso a squadre. Si piazza 24ª nel concorso individuale e ottava nella finale al corpo libero. 

### 2019
Ai Giochi panamericani di Lima 2019 ottiene la medaglia d'oro al corpo libero, davanti alla statunitense Kara Eaker e la brasiliana Flávia Saraiva, e vince con il Canada l'argento nel concorso a squadre; raggiunge inoltre la finale delle parallele asimmetriche classificandosi sesta. Ai Mondiali di Stoccarda 2019 si posiziona al settimo posto con il Canada nel concorso a squadre, al 14º posto nel concorso individuale, ed al settimo al corpo libero.

### 2021
Viene scelta per rappresentare il Canada alle Olimpiadi di Tokyo insieme a Elsabeth Black, Shallon Olsen e Ava Stewart.
Il 25 luglio prende parte alle Qualifiche: il Canada non riesce a qualificarsi per la finale a squadre, ma individualmente Moors si qualifica per la finale all-around, oltre ad essere terza riserva per la finale al corpo libero.
Il 29 luglio partecipa alla finale all around terminando al sedicesimo posto.